# Magnetospirillum gryphiswaldense
Espèce
Magnetospirillum gryphiswaldense est une bactérie microaérophile à Gram négatif de l'ordre des Rhodospirillales. Il s'agit d'une bactérie magnétotactique, pourvue d'un organite appelé magnétosome comprenant une chaîne de nanoparticules de magnétite résultant d'un processus de biominéralisation contrôlé et dont le rôle identifié, dans l'état actuel de nos connaissances, est de permettre à la bactérie de s'orienter parallèlement aux lignes du champ magnétique terrestre, phénomène appelé magnétotaxie. On trouve cette bactérie typiquement dans la zone de transition oxique-anoxique sous la surface des sédiments ou dans les eaux douces à faible courant ; elle tolère brièvement les milieux aérobies.
Les magnétosomes bactériens sont des structures d'environ 50 nm de diamètre délimités par une membrane,, permettant l'établissement d'un niveau de pH optimal et la concentration des ions de fer par un processus de transport actif en vue de la formation d'un précipité d'oxyde de fer(II,III) FeO·Fe2O3,,. Cette biominéralisation aboutit à la formation de nanocristaux de magnétite de forme cuboctaédrique d'environ 45 nm de diamètre, c'est-à-dire qu'ils ont une taille à la fois suffisante pour stabiliser leur magnétisation et éviter les phénomènes de superparamagnétisme d'une part sans être non plus trop grands ce qui leur permet de ne comporter qu'un seul domaine de Weiss, et donc d'optimiser leur magnétisation. Des protéines du cytosquelette contrôlent la disposition en chaîne de ces cristaux afin d'éviter qu'ils ne s'agrègent en masse dans la cellule sous l'effet de leur propre magnétisation.
Le moment magnétique des magnétosomes est suffisamment élevé pour stabiliser mécaniquement les bactéries par rapport au mouvement brownien du milieu dans lequel elles se trouvent, et on pense que les magnétosomes leur permettent, en suivant les lignes du champ magnétiques terrestre, de se déplacer en ligne droite vers les couches d'eau présentant la concentration optimale en nutriments et en oxygène dissous, au-dessus des sédiments marins.